# Bocskai István koronája

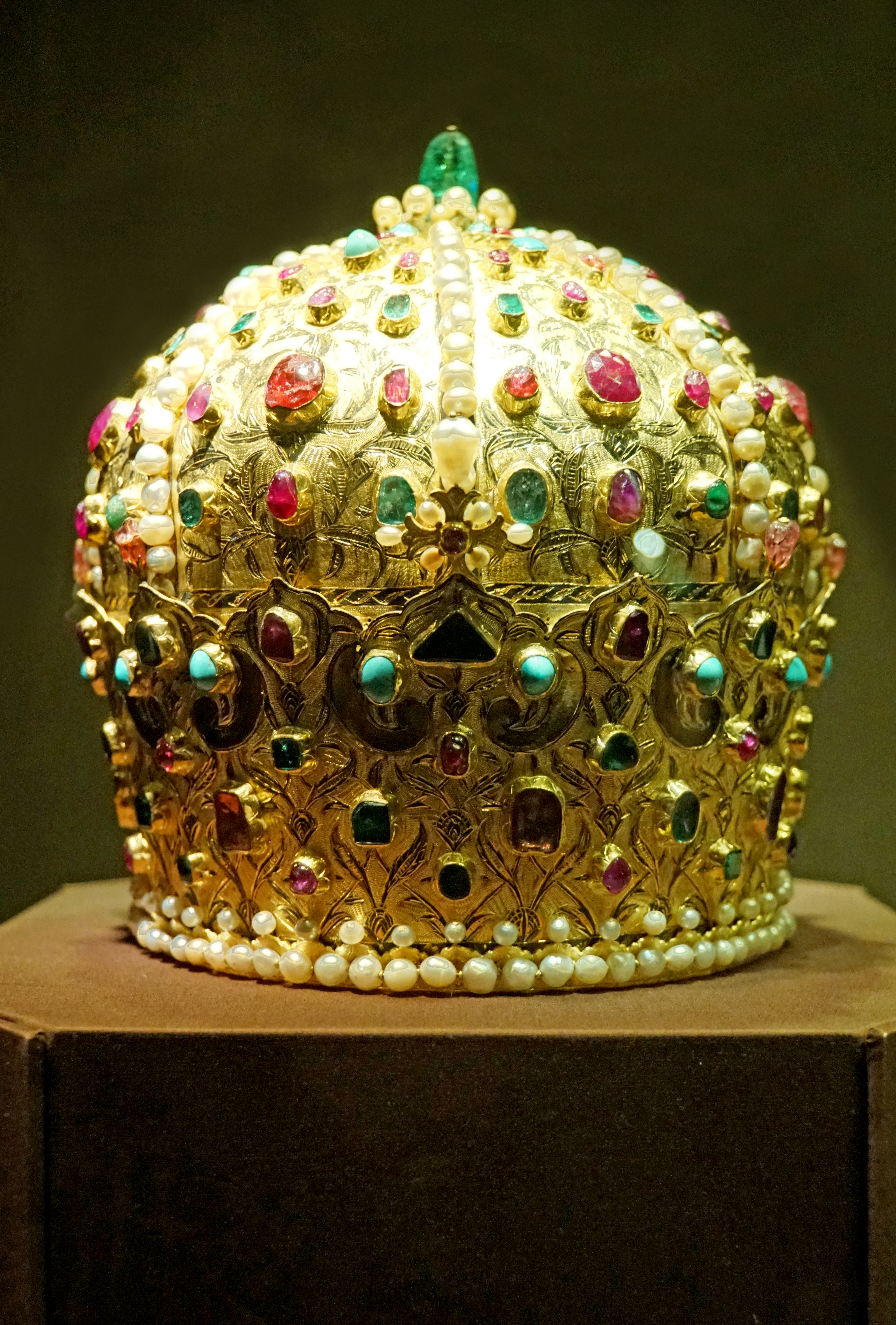
Bocskai István török koronája Bécsben

Bocskai István török koronáját I. Ahmed szultán Bocskai saját kérésére adományozta a Habsburgok ellen felkelést vezető magyar vazallusának, akit a szultán nevében Lala Mehmed nagyvezír koronázott meg. Az oszmán uralkodók saját hatalmi szimbólumrendszerükben nem használtak koronát, a Bocskainak küldött korona legitimációs jelképként erősítette az általuk kinevezett magyar ellenkirály alávetett uralkodói jogállását. A Bocatius János, Bocskai propagandistája nyomán a történészek körében és a köztudatban elterjedt felfogást, mely szerint Bocskai a koronát csak szultáni ajándékként fogadta el, de nem ismerte el királyi jelképnek, az újabb kutatás megcáfolta. A koronázás után a török porta és Bocskai, illetve annak környezete egyaránt tovább használták Bocskai királyi címét és tervezték a cím és vele a török korona utódaira örökítését. A török koronát gyakran összetévesztik Bocskai másik, később elveszett balkáni eredetű koronájával, melyet erdélyi híveitől kapott.

## A koronázás politikai előzményei
Bocskai István a török hódoltságba menekült törökpárti erdélyi nemesek vezetőjével, Bethlen Gáborral együttműködve 1604 márciusától titkos levelezést folytatott a Belgrádban és Temesváron tartózkodó oszmán főméltóságokkal, köztük Lala Mehmed pasával. Célja a szervezkedéssel saját maga török támogatású fejedelemsége és a tizenöt éves háború alatt a császári-királyi csapatok által a Magyar Királysághoz visszacsatolt Erdély korábbi oszmán vazallusságába történő visszahelyezése volt. Bocskai és Bethlen nem független Erdélyben, hanem a nagyhatalmi realitásoknak megfelelően egy olyan török-vazallus fejedelemség helyreállításában gondolkozott, amely korábban csaknem teljes belső önigazgatást élvezve létezett az 1550-es évek közepétől közel fél évszázadon át. A Porta 1604. április elejére elfogadta a bihari nagyúr jelentkezését az erdélyi trónra.
A tizenöt éves háború végére patthelyzet alakult ki a török és a Habsburg-birodalom között és a két fél a Bocskai-felkelés kezdete előtt már 1604 januárjától tárgyalásokat folytatott a kompromisszumos békekötésről. A törököket az is sürgette erre, hogy az anatóliai lázadások és a perzsák hadbalépése következtében már háromfrontos háborút kényszerültek folytatni. Az 1604. őszi hadműveletekkel párhuzamosan Buda térségében tovább folytak a béketárgyalások. A Johannes Pezzen császári-királyi ezredes felett Bocskai hajdúi által Álmosd és Diószeg között 1604. október 15-én aratott győzelem fordulatot hozott a helyzetben, a háború sikeres folytatásának, Erdély visszaszerzésének és királysági területekkel való megnagyobbításának lehetőségét kínálta a törökök számára. Az Esztergomot ostromló Lala Mehmed nagyvezír egy hevenyészett kinevező okirattal (beráttal) november elején a szultán nevében kinevezte Bocskait a magyar nemzet királyának és Erdély fejedelmének.
Bocskai a nagyvezír török-tatár segédhadakkal együtt érkező követeitől a berátot november 20. táján kapta meg és fogadta el Kassán, a szokásos oszmán beiktatási jelvényekkel (kaftán, süveg, zászló és buzogány) együtt, ezzel az oszmánok erdélyi és kelet-magyarországi vazallusává vált. Az ezt 1604-1605 telén követő harcokban Bocskai hadait nagyszámú török segédhad támogatta. A nagyvezír az Erdély és a Királyság területén élő nemességet és városokat Bocskai előtti meghódolásra szólította fel.
Bocskai 1605. március 15-én követeket küldött a török portára, akiket a fiatal szultán, I. Ahmed személyesen is fogadott, független uralkodók követeinek kijáró külsőségek mellett. A követek 1605. május 24-i jelentésük első mondatában hangsúlyozták, hogy a szultán elismerte Bocskai magyarországi királyságát A jelentésből kiderül, hogy Bocskai többek között pénzt kért a szultántól hadainak eltartására, valamint egy ahdnámét (szerződéslevelet), melynek mintája Szapolyai János király akkor eredetinek vélt ahdnáméja volt. Legfőképpen pedig egy koronát kért maga számára, amit követei azzal indokoltak, hogy egy császártól kapott királyi cím legitimálásához a magyar hagyomány szerint elengedhetetlen a koronázás.
Kékedy György követ jelentése:

„...Kin felette nagy tanácsok volt: kell-e cselekedni, nem-e, minthogy soha senkinek az Fényes Portárul koronát nem adtak, hanemcsak botot, zászlót. Sőt ugyan tanácsot is kérdették tanulrul tőlönk, kire mi így feleltönk: minthogy felséged az magyari királysággal neveztetik az athnáméban, az császártul királlyá úgy lehet akárki, ha megkoronáztatik, más az, az több Magyarországhoz tartozó országok is így hajlanak hamarébb meg, az magyar nemzetségnek is így nyugszik inkább szíve meg az hatalmas császárhoz való bizodalomban.”

A török hatalmi szimbólumrendszerben a koronának nem volt különösebb jelentősége, korábban semmilyen vazallus fejedelemnek nem adtak koronát, sőt a szultánok sem viseltek ilyet (I. Szulejmán a pápai hármas tiara mintájára négyes tiarát készíttetett magának, jelezve, hogy a keresztény világ fölött is ő áll, ez azonban nem egyenlő a koronaviseléssel), ezért a kezdeményezés csak Bocskaitól származhatott, aki erről feltételezhetően már korábban egyeztetett Lala Mehmed nagyvezírrel. (Miközben a porta tisztviselői között meglepetést és tanácstalanságot okozott a kérés, a nagyvezír egyengette a korona küldésének útját.)

## A török korona eredete
A szakirodalomban vitatott a szultáni kincstárban Bocskai számára kiválasztott korona eredete. Bocskai követei előtt a török tisztviselők a görög császár koronájának nevezik, mely sérült volt és ezért a kiküldés előtt megjavíttatták. A magyar történetírók többsége ezt az információt tekintette hitelesnek. Thallóczy Lajos Ibrahim Pecsevi török krónikája nyomán a koronát 17. század elején készült török ötvösmunkának tartotta. Papp Sándor felvetette, hogy a korona eredetileg lehetett ortodox egyházi fejék, mivel alakja hasonlít a konstantinápolyi patriarchák kamelaukionjához. Lala Mehmed nagyvezír Bocskainak írott török nyelvű levele alapján Bocskai István koronája eredetileg hosszú időn keresztül a szultáni kincstárban nyugodott, tehát nem lehet 17. századi török munka A Bocskai-koronáról szóló ismeretterjesztő irodalomban perzsa ötvösremekként is emlegetik.

## A török korona leírása
Az aranyból készült korona két fő részből áll. Alsó része diadém, amit fent liliomok és levelek, lent gyöngyök szegélyeznek. A középső liliom hegyén egyenes szárú kereszt, a többi liliomokén egy-egy rubin található. A liliomok felületén smaragdok, rubintok és türkizek helyezkednek el. A levelek hegyét is rubin ékesíti. Maga a diadém is sűrűn ki van rakva drágakövekkel. 
A korona felső része kupola alakú, ezt is drágakövek borítják és gyöngysorok osztják nyolc részre. A kupola csúcsán nyolc aranylevélből alkotott kis korona látszik, középen smaragddal, a levelek hegyén pedig egy-egy gyönggyel. A korona felülete nagyobb része niello-technikával készült, gránátalmaszerű díszítéssel. A korona magassága: 23,5 centiméter, súlya 1,88 kilogramm. Egy indiai selyemmel és ezüst brokáttal borított tok tartozik hozzá.

## A koronázás és „a korona visszautasításának” hamis toposza
Bocskai elfogadta a nagyvezírtől a szultán nevében kapott és a Porta által megerősített királyi címét és ennek megerősítése céljából kért koronát a szultántól. A török katonai vezetők és tisztviselők hivatalos levelezésükben, például Kádizáde Ali pasa szilisztrai beglerbég Bocskai Istvánnak 1605. augusztus. 20. körül Segesvár alól írt levelében „királynak”, illetve „felséges királynak” címezték Bocskait.
A török koronát a hadaival felvonuló nagyvezír hozta magával, a koronázásra végül csak az 1605-ös hadjárati szezon végén került sor, melyben Bocskai csapatai és török-tatár segédhadai elfoglalták Erdély ellenálló részeit, feldúlták az ellenálló Dunántúlt, a török fősereg pedig októberre bevette Esztergomot és Érsekújvárt. A nagyvezír a táborába szólító felhívással együtt küldte Bocskainak Sárospatakra a szultáni athnámét (szerződéslevelet, törökül: ahdnáme) is, melynek bevezetője Bocskait ismét királynak címezi:

„ Bocskai Istvánnak, Magyar- és erdélyi országi királynak, adatott Atnámé, mellyet adott az Hatalmas első Szultán Ahmed Császár, Kollát István, és Kékedi György követtségeknek alkalmatosságával, legnagyobb kommisszáriussa fővezére Mehemmed pasa által, hozta penig fő
konservátor teskereczi Mehemmed efendi Patakra, Anno. 1605. 28. octobris.”

Bocskai 1605. november 11-én a Pest melletti Rákos mezején járult Lala Mehmed nagyvezír elé, aki díszes fővezéri sátrában fogadta kíséretével együtt. Bocatius János beszámolója szerint Bocskai jobbról arconcsókolva köszöntötte a nagyvezírt, Abdülkádir török krónikája szerint Bocskai Lala Mehmed „nemes lába porát megcsókolta”, illetve „a földhöz dörzsölte az arcát”, összesen három alkalommal. A tiszteletadás tényleges módja a két túlzó leírás között lehetett. A nagyvezír politikai kérdéseket tett fel Bocskainak és megrótta, amiért nem érkezett meg hamarabb seregével. Ezután díszes kaftánokat ajándékoztak a fejedelemnek és 100 fős kíséretének, majd lakoma következett. A lakoma után Bocskait a nagyvezír és egy pasa felövezte egy díszes karddal, bíborszínű kaftánt tettek vállaira és fejére helyezték a török koronát. Bocatius János kassai bíró, humanista költő, Bocskai diplomata-propagandistája szemtanúi beszámolójában a koronázás után szerepel a korona uralkodói jelvénykénti visszautasítása:

„A fejedelem elfogadja, hálát ad érte, de az ajándékba adott korona méltóságát elhárítja magától, és ezt ünnepélyes tiltakozással fejti ki a vezír előtt: ő ezt a hatalmas török császártól csak ajándékképpen fogadja el, de nincs szándékában vele visszaélni. Ismeretes ugyanis mindenki előtt, hogy a németek császára még él, akit a törvények, szabadságjogok és szokások szerint szabályosan és törvényesen, a hazánkban szokásos szertartások szerint választottak királlyá. Ő pedig tiszta lelkiismerettel semmit sem szándékozik tenni a hazai törvények előjoga ellen.”

„Ezzel a koronát levéve a fejéről Szécsi Györgynek a kezébe adta. Majd pedig kifejtette, hogy Magyarország ősi szabadságjogait nem sérti meg. Bár nem utasítja vissza a szultán koronáját, de nem akarja koronaként használva mások (Rudolf) jogait kisebbíteni. Kérte, hogy a körülálló urak a későbbiekben is tanúsítsák az itt történteket.“ Bocatius e beszámolóját a magyar történetírás a legutóbbi időkig hitelesnek fogadta el és a korona Bocskai általi uralkodói jelképként való visszautasítása, illetve a királyi cím visszautasítása egy alapvető, megkérdőjelezetlen toposszá vált. A legújabb kutatások során Bocatiust egyéb kortárs szemtanúk beszámolóival összehasonlítva Teszelszky Kees és Kármán Gábor tárta fel, hogy a beszámoló tudatosan szerkesztett propagandaszöveg és a valóságban Bocskai nem utasíthatta bátran vissza török vazallus királlyá koronázásának a Porta és saját környezete számára hivatalos és érvényes jellegét. Bocatius olyan beszédet adott a nagyvezír szájába a magyar nemzet sérelmeiről – a magyaroknak a németek nem szövetségesei, hanem elnyomói, a törökök pedig szövetségesként soha nem fogják megszegni a magyaroknak adott szavukat, akikkel rokon származásúak – amely valójában a Querelae Hungariae szövegén alapszik. A „szerencsi kiáltványnak is nevezett” Querelae Hungariae a Bocskait Magyarország fejedelmének nyilvánító, Bocskai párthíveiből álló szerencsi országos gyűlés után a korponai országos gyűlésen keletkezett Illésházy István tervezete alapján és a korban használatos propagandamódszereket alkalmazva igazolni akarta az európai nyilvánosság előtt a felkelés jogos voltát. A kiáltványt diplomáciai küldetésben Bocatius János vitte magával a német választófejedelemségekbe, ahol már készült a protestáns államok szövetsége a katolikusok elleni összecsapásra, a leendő harmincéves háborúra. Bocatius ugyanezen a korponai gyűlésen készítette el a koronázásról szóló beszámolóját és a felkelés propagandacéljainak megfelelően illesztette bele a visszautasítás általa kitalált motívumát.
Bocskai alárendelt státusza és a feszes oszmán állami protokoll miatt nem volt olyan helyzetben, hogy visszautasíthatta volna az ő kérésére küldött török korona vazallus királyi jelvény jellegét. A koronázás egy magára sokat adó, a protokolláris szabályokra szigorúan figyelő birodalom második emberének az audienciáján zajlott le. Elképzelhetetlen, hogy az akkori világ legnagyobb szuperhatalma által celebrált ünnepséget meg lehetett volna zavarni egy ilyen súlyos sértéssel, amelyet évszázadok óta Bocskainak tulajdonítanak. Ezt illusztrálja Teszelszky Kees idézete is egy korabeli török forrásból:

„Fényességes Padisahom, a múlt év óta kegyeid jeléül két alkalommal küldettek Bocskainak, a szolga királynak pompás kaftánok, ékköves kardok és tőrök, gyönyörű lovak és a csak királyoknak járó korona, melyet ők kronának neveznek.”

Bocatius azt írta, hogy Bocskai az ünnepélyes szertartás alatt felszólította a jelenlevőket, „hogy mi ne csak emlékezzünk ezekre, hanem egyúttal
tanúskodjunk is mellette”. Amennyiben Bocskai politikai üzenetét csakugyan szavakba foglalta és ez az üzenet valóban olyan fontos volt, akkor ez valószínűleg más tudósításban is fellelhető. Két másik szemtanútól naplórészletek maradtak fenn a korona átadásáról. Az első Bocskai politikai jobbkezétől, Homonnai Drugeth Bálinttól származik, a második pedig az erdélyi fejedelem tanácsadójától és lelkipásztorától, Alvinczi Pétertől. Egyik szerző sem írt Bocskai elutasításáról, és nem is idézett tőle. A királyi méltóság Bocatiusnál szereplő elutasításának ellenére Bocskait a törökök a koronázás után is királynak tekintették, ami Ali budai pasa 1605-ben Bocskaihoz írt leveléből kitűnik:

„Az mi hatalmas Császárunk akár Botskay István királj eo Felsegett, s akár az Magiar urakath, akár az Magiar Országoth szárniay alá vödte, és nagy fogadást töth.”

Maga Bocskai is elismerte királlyá koronázását Forgách Zsigmondnak, akit Mátyás főherceg követeként november 27-én fogadott a korponai táborban, és két koronáját bemutatva kijelentette, hogy ezeket többek jelenlétében testamentumot alkotva önnön emlékezetére a Magyar Királyságra hagyja. Elmondta, hogy a koronát azzal a feltétellel fogadta el a nagyvezírtől, hogy az ország szabad királyválasztásának joga érintetlenül maradjon. Szavaival összhangban végrendeletében is elismerte koronázását:

„annak utána csakhamar a két hatalmas császárok közül az egyik, a török, meg is koronázott, másik, ezen fejedelemségben konfirmálván [az erdélyi fejedelemségben megerősítvén] az imperiumi fejedelmek közébe vett.”

Papp Sándor feltételezi, hogy a török korona Bocskai uralkodói reprezentációjában is szerepet kapott egy 1606-ban vert Bocskai-talléron, amely a koronát viszonylag teljes formában ábrázolja a magyar és erdélyi egyesült címer fölött, melynek a közepén a Bocskai-címer fekszik. Bocskait környezete is királynak nevezte még halála után is, és királyinak szánt temetésén mindkét koronáját koporsójára helyezték. Hogy Bocskai Rákos mezején egyáltalán nem utasította vissza a nagyvezír előtt a királyi címet, azt egyértelműen igazolja, hogy halála után a török főhivatalnokok következetesen királyként emlegették általuk kijelölendő utódját, pedig tisztában voltak a magyar címek különbségeivel. Kujudzsu Murád nagyvezír jelentése a szultánnak, melyet a szultán sajátkezű megjegyzéseivel látott el és amely bemutatja, királyi címének elismerése mellett mennyire alárendelt helyzetben volt a szultántól Bocskai és utóda, akinek a Porta szintén meg kívánta adni a királyi címet:

„Mivel a nagyúri szerződéslevélben [ahdnâme-i hümâyûnda] az áll, hogy utána az legyen a király, akit ő megnevez, ezért [Bocskai] még az életében azért könyörgött a boldogságos padisahnak, az elhunyt Dervis pasának és nekem is, hogy a helyére királlyá tehesse az [ön] Homonnai Bálint nevű szolgáját, aki az erdélyi urak előkelői közül való, s akinek ismert hűsége és boldogságod iránti szolgálata, a rájákat [alattvalókat] is védelmezi, illetve hasznos és neves személy. (...) Hogy szolgád [Homonnai] számára megfelelő választ adjunk, s hogy ne mondjunk ellent Bocskai király testamentumának, illetve annak sem, hogy az elöljárók alkalmasnak látták és elfogadták [Homonnait] királynak, s arra is hivatkozva, hogy «az emberiség [ortalık] és a lázadók elkezdtek lábra kapni,» a korábban kiállított szerződéslevél alapján Homonnai Bálintot, [Bocskai] kérésére erdélyi fejedelemnek és magyar királynak neveztük ki. Megírtuk a nemes megerősítő diplomát és a nagyúri [szultáni] levelet. Azért pedig, hogy a nevezettet a székhelyére juttassa és kinevezze magyar királynak, elküldtük Musztafa agát, aki a magas székhely kapucsi basijai közül való és Belgrádban tartózkodott.”

Kujudzsu Murád nagyvezír egy másik, már Rákóczi Zsigmond erdélyi vajdává kinevezése után az erdélyieknek írt leveléből kiderül, hogy a török vezetés a Bocskainak adott korona további használatát is tervezte, vagyis hagyománnyá akarták tenni az általuk királynak nevezett erdélyi fejedelmek koronázását.

## Bocskai István másik koronája, a „bosnyák korona”

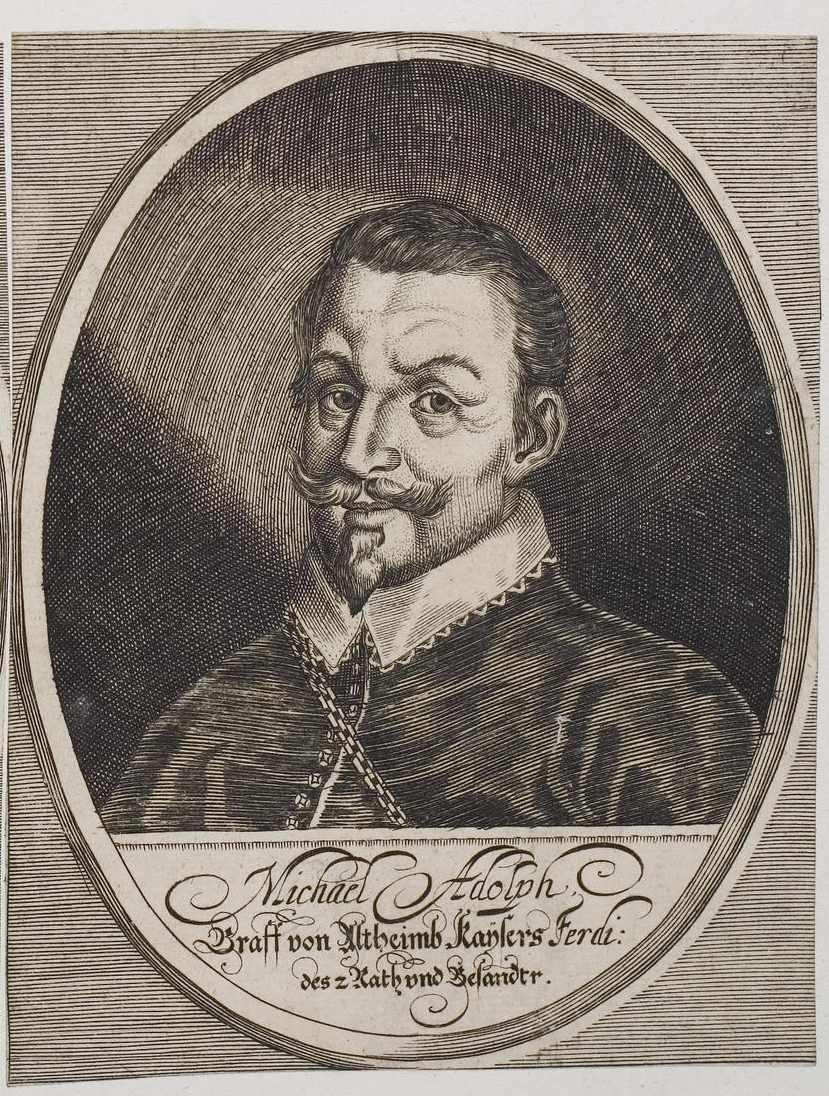
Adolf von Althan gróf

Bocskai a török koronával történt rákosmezei koronázása után egy nappal, 1605. november 12-én Vácott egy második koronát is kapott erdélyi híveitől. Bocatius szerint a brassóiak, Homonnai Drugeth Bálint szerint (pontosan nem megjelölve, hogy kik) „az erdélyiek”, Alvinczi Péter szerint viszont a szebeniek adományoztak neki egy másik, értékes koronát, amiről azt állították, hogy eredetileg a rác despoták vagy az „oláh királyok” koronája volt. Istvánffy Miklós, „A magyarok történetéből” szerzője beszámol róla, hogy Bocskai temetésekor a török mellett ez a korona is jelen volt:

„Esztelen párthívei nagyszerű és teljességgel királyi temetést rendeztek neki, koporsójára két koronát is helyeztek. Egyiket a törököktől kapta, a másikról pedig – melyet a brassói polgárok egy titkos helyről vettek elő – azt mondták, hogy azé a despotáé volt, aki Moldvát zsarnok módjára elfoglalva korunkban híressé lett.”

Rokay Péter Bocskai István és a bosnyák korona c. tanulmányában vizsgálta, hogy lehetett-e a Bocskainak Vácott átadott korona a bosnyák és szerb királyok egykori koronája, mellyel Bosznia utolsó török hódítás előtti királyát, Tomásevics Istvánt koronázták. Magyar és szerb kutatók is feltételezik ezt, de a kérdés a korona előkerüléséig eldönthetetlen. Takács Imre 1984-es tanulmánya szerint a Bocskainak Vácott átadott erdélyi korona azonos lehetett azzal a „Bocskai tulajdonában volt magyar koronával”, melyet egy török szablyával együtt Adolf von Althan gróf adományozott a pápának és amely a loretói zarándokhelyen a Casa Sanctába került. Az erdélyiektől kapott korona sorsa a 18. század végétől ismeretlen.

## A török korona utóélete
A török korona Bocskai általi visszautasításának toposza elsősorban a Habsburg-párti szerzők műveiben terjedt el a 17. században, mert igazolni 
akarták, hogy Bocskai a török koronát nem a Szent Korona jogainak kisebbítésére fogadta el. A Bocskai-korona létében is veszélyeztette II. Mátyás és környezete uralkodói koncepcióját, amely a magyar királyság hagyományaira, s ezzel együtt a Szent Korona tiszteletére épített. Ezért a bécsi béke (1606) szövegébe is bekerült a Bocskait illető 15. bekezdés 19. paragrafusaként, hogy a fejedelem a koronát nem tekinti királyi hatalmi jelképnek. Bocskai halála után általa kijelölt utóda, Homonnai Drugeth Bálint magánál tartotta és élete végéig nem adta ki a kezéből a török koronát. 1609-ben a magyar országgyűlés határozata (1609. 20. cikkely) alapján Thurzó György nádor 1610. június 30-án a sárospataki várban átvette a koronát Homonnai kiskorú fiának gyámjától és 1610. október 4-én Bécsbe vitette, ahol a kincstárba (Schatzkammer) került.
Miután a Bocskai-koronát több mint 300 évig háborítatlanul őrizték a bécsi Hofburgban, az Osztrák–Magyar Monarchia felbomlása után Románia és Magyarország is kérte kiadatását. Igényét mindkét állam a Saint-germaini békeszerződés (1919) 196. cikkelyére alapozhatta, melyben az osztrák kormány arra kötelezte magát, hogy az egykori Osztrák-Magyar Monarchia kulturális vagyonáról, valamint a koronáról „mint szellemi örökségről – amelyek a kölcsönösség jegyében az elcsatolt területekről a származási területre visszatelepíthetők – a megfelelő időpontban tárgyal az érdekelt államokkal a békés megegyezés érdekében”. Románia igényét arra alapozta, hogy Bocskai török koronáját Erdély fejedelmeként kapta, Erdély pedig időközben Romániához került. A magyar fél igényét arra alapozta, hogy Bocskai nem erdélyi fejedelem, hanem magyar király minőségében kapta a koronát. Az osztrák álláspont az volt, hogy a magyar szellemi örökség jogcíme kizárólag a trianoni békeszerződés szerinti magyar területre terjed ki. Az 1921-24 között folyó, majd 1926 júliusában újrakezdett hosszadalmas és bürokratikus diplomáciai huzavona nem vezetett eredményre, végül nemzetközi döntőbíráskodás keretében Agostino Soldati, svájci szövetségi bíró vezetésével 1932. november 27-én Velencében megegyezésre került sor, amely kimondta, hogy:

„Az osztrák szövetségi kormány a fent jelzett megegyezéshez vezető tárgyalások során tudomásul vette, hogy a magyar királyi kormány is követeli a Bocskai-korona kiadatását. A román királyi kormány tiltakozott ez ellen, és a korona kiadatását a maga számára kívánta. Az osztrák szövetségi kormány nincs abban a helyzetben, hogy jelenleg figyelembe vehesse a magyar követelést. A két kormány abban egyezett meg, hogy fenti ügyet az alapjául szolgáló kérdés együttes tisztázásáig nyitva hagyja, és addig a jelenlegi állapot marad fenn.”

A korona hovatartozásának kérdése a magyar állam részéről elvileg továbbra is nyitott, Románia az 1930-as évek óta nem ismételte meg igényét. Bocskai István török koronája a mai napig a Bécsi Szépművészeti Múzeum (Kunsthistorisches Museum Wien) kihelyezett részlegét képező Kincstárban (Schatzkammer) található, a közönség számára megtekinthető. 2007-ben a Hajdú-Bihar megyei önkormányzat sikertelenül kezdeményezte Bocskai Bécsben őrzött koronájának hazahozatalát 2010-re, a korona Bécsbe szállításának 400. évfordulójára. 2012-ben Hajdúnánáson „helyi pénzt” vezettek be Bocskai Korona néven, melynek húszezres címletén Bocskai István török koronája is látható.
2021-ben a Hajdú-Bihar Megyei Önkormányzat, Hajdúszoboszló Város Önkormányzata és a Hajdúszoboszlói Bocskai István Múzeum közös projektje keretében elkészült a korona másolata amelyet a Bocskai Múzeum, Fejedelmi kincstárában állítottak ki. 